# 奥尔比尼欧蒙
奥尔比尼欧蒙（法語：Orbigny-au-Mont，法語發音：[ɔʁbiɲi o mɔ̃]）是法国上马恩省的一个市镇，属于朗格勒区。

## 地理
奥尔比尼欧蒙（47°52'54"N, 5°27'4"E）面积9.35 平方千米，位于法国大東部大區上马恩省，该省份为法国东北部内陆省份，北起马恩省和默兹省，西接奥布省，西南接科多尔省，东南接上索恩省，东临孚日省。
与奥尔比尼欧蒙接壤的市镇（或旧市镇、城区）包括：塞尔苏瓦、勒塞、讷伊莱韦克、奥尔比尼欧瓦勒、普莱努瓦。

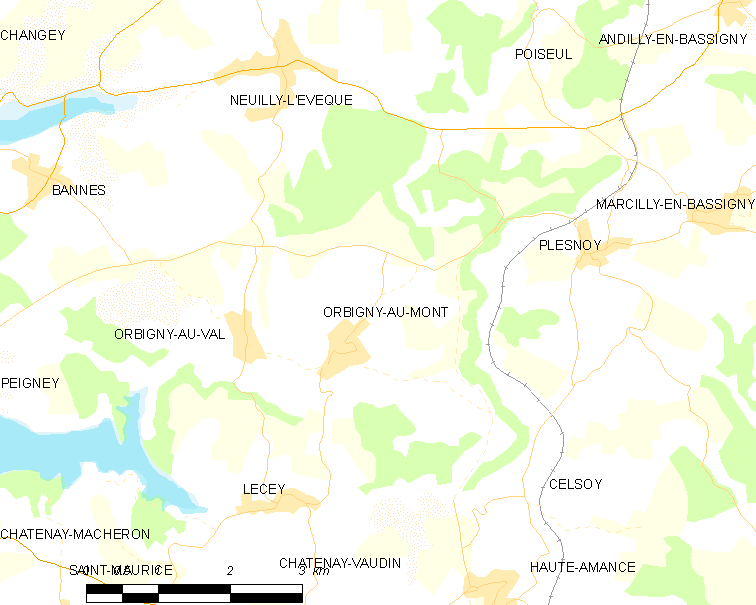
奥尔比尼欧蒙的OSM定位图

奥尔比尼欧蒙的时区为UTC+01:00、UTC+02:00（夏令时）。

## 行政
奥尔比尼欧蒙的邮政编码为52360，INSEE市镇编码为52362。

## 政治
奥尔比尼欧蒙所属的省级选区为诺让县。

## 人口

1962-2008年间奥尔比尼欧蒙人口变化图示

奥尔比尼欧蒙于2022年1月1日时的人口数量为135人。